# Straßenbahn Essen
Die Straßenbahn Essen verkehrt seit dem Jahr 1893 in Essen. Nachdem das Straßenbahnnetz in Essen bis zum Jahr 1955 als Hauptverkehrsträger immer weiter ausgebaut wurde, kam es in der Folgezeit zunächst unter der Konkurrenz des privaten Automobilverkehrs und später durch den Bau von Tunnelstrecken für die Stadtbahn Rhein-Ruhr sowie wegen der Einrichtung von Spurbus- und Duo-Bus-Strecken auf wichtigen Verkehrsachsen zu einer starken Reduzierung des Streckennetzes. Heute verkehren auf einem Streckennetz von 52,5 Kilometern Länge sieben Linien auf meterspurigen Gleisen. Knapp drei Viertel der Fahrzeuge ist niederflurig. Betrieben wird die Essener Straßenbahn von der Ruhrbahn GmbH.

## Geschichte

### Anfänge
In der zweiten Hälfte des 19. Jahrhunderts begann der öffentliche Personennahverkehr in Essen mit Pferdeomnibussen, die Essen mit den benachbarten Gemeinden verbanden. Da diese aber den zunehmenden Verkehr immer weniger bewältigen konnten, wurden Überlegungen angestellt, eine Pferdebahn einzurichten. In den Jahren 1878 und 1879 wurde hierzu eine Untersuchung durchgeführt. In den darauffolgenden zwölf Jahren bewarben sich verschiedene Unternehmen bei der Stadt Essen um den Bau einer Pferde- oder Dampfbahn. Auch die Firma Siemens kam für eine elektrische Straßenbahn ins Spiel. Diese Unternehmer scheiterten entweder am mangelnden Kapital oder weil einflussreiche Persönlichkeiten meinten, dies sei nichts für die kleine Stadt Essen.
Am 4. und am 30. September 1889 erhielt das Konsortium aus der Bank für Handel und Industrie und Herrmann Bachstein die Konzession für den Bau und Betrieb einer Dampfstraßenbahn von Essen nach Altenessen, Borbeck und Rüttenscheid. Der Bau ließ noch zwei Jahre auf sich warten, weil das Konsortium die aufkommende Technik der elektrischen Straßenbahnen nutzen wollte. Am 23. August 1893 wurden die ersten Strecken vom heutigen Hauptbahnhof bis zum Bahnhof Essen-Altenessen und über Altendorf nach Borbeck in Betrieb genommen. Am 25. Januar 1894 kam die Strecke von Altenessen zur Zeche Nordstern und am 27. April die Strecke vom Hauptbahnhof nach Rüttenscheid hinzu. Bis zum 18. Juli des Jahres mussten diejenigen Fahrgäste, die über den Hauptbahnhof hinausfahren wollten, dort umsteigen. Die Bergisch-Märkische Eisenbahn-Gesellschaft hatte untersagt, ihre Gleise zu queren. Durch die Intervention des damaligen Bürgermeisters Erich Zweigert konnte die Bahn dazu bewegt werden, die Querung zuzulassen. Damit hatte das Essener Straßenbahnnetz bis zu diesem Zeitpunkt insgesamt eine Streckenlänge von 18,3 Kilometern.

### Ausbau bis zum Ersten Weltkrieg
Im Jahre 1895 wurde die Süddeutsche Eisenbahn-Gesellschaft AG (SEG) gegründet, in die Herrmann Bachstein auch die Essener Straßenbahn einbrachte. Die SEG mit Sitz in Darmstadt betrieb neben den Straßenbahnstrecken in Essen auch schmalspurige Straßen- und Vorortbahnen in Darmstadt, Mainz, Wiesbaden und Karlsruhe sowie insgesamt elf normal- und zwei schmalspurige Nebenbahnen in Rheinland-Pfalz, Hessen, Thüringen und Baden, die teilweise auch von der SEG selbst gebaut bzw. erweitert wurden.
In den Folgejahren wurde das Straßenbahnnetz erweitert:
| Eröffnungsdatum   | Strecke                                                                                   |
| ----------------- | ----------------------------------------------------------------------------------------- |
| 31. Januar 1897   | von Karnap zur Gemeindegrenze von Gelsenkirchen-Horst (Provinzgrenze Westphalen)          |
| 8. Mai 1897       | vom Alfredusbad nach Bredeney (Ruhrstein)                                                 |
| 5. April 1898     | nach Stoppenberg                                                                          |
| 18. Juni 1898     | von Segeroth über den Limbecker- und den Viehofer Platz zur Steeler Straße                |
| 5. August 1898    | die Verlängerung der Strecke in Gelsenkirchen-Horst                                       |
| 2. September 1898 | von Stoppenberg über Schonnebeck nach Rotthausen und vom Limbecker Platz nach Frohnhausen |
| 1. November 1898  | von der Steeler Straße nach Steele                                                        |
| 20. Dezember 1898 | von Schonnebeck nach Katernberg                                                           |
| 21. Dezember 1898 | von Borbeck über Dellwig nach Oberhausen                                                  |
| 21. Februar 1899  | von Borbeck nach Bottrop                                                                  |
| 19. Juli 1909     | von Nordstern nach Karnap                                                                 |

Damit verkehrten auf dem Netz im Jahr 1899 neun Straßenbahnlinien in Essen und den umliegenden Gemeinden. In den folgenden Jahren kam es nach und nach zum zweigleisigen Ausbau etlicher Streckenabschnitte.
Zwischen dem 1. Juli 1912 und dem 1. August 1932 wurden insgesamt 31 Streckenabschnitte neu gebaut. Ab Juli 1916 gehörte dazu eine Verbindung in die Nachbarstadt Mülheim an der Ruhr, bald danach auch nach Gelsenkirchen.

### Zwischen den Weltkriegen

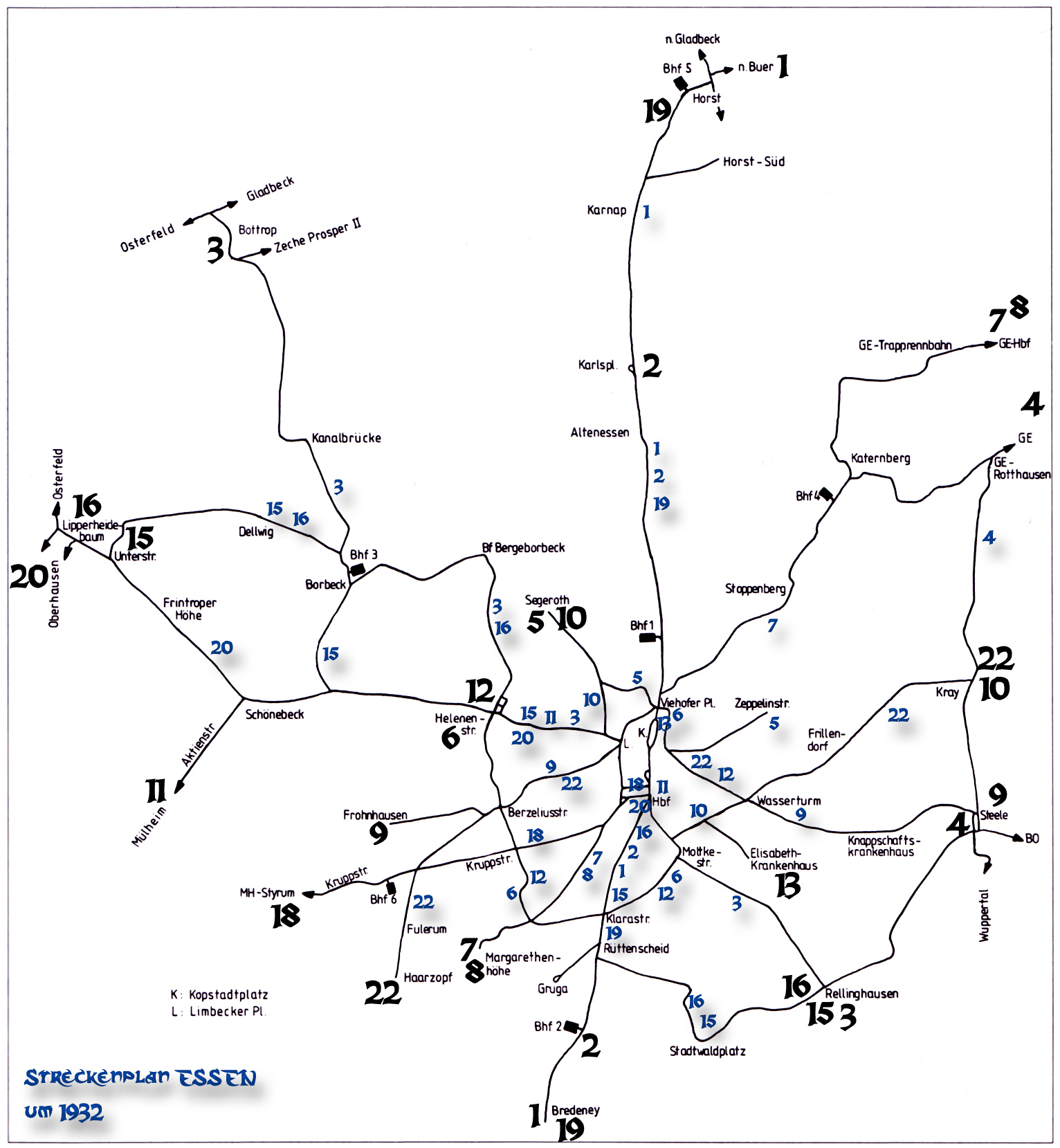
Liniennetz Essen um 1932

Die Ruhrbesetzung durch die Franzosen zwischen 1923 und 1925 unterbrach die rege Bautätigkeit. Bis auf eine Ausnahme: Am 8. Dezember 1924 nahm man zusammen mit der STOAG eine Gemeinschaftslinie auf der neu gebauten Strecke zwischen der Essener Straße in Oberhausen und der Knappenstraße in Essen in Betrieb. Ansonsten kam in dieser Zeit der Streckenausbau vollständig zum Erliegen.
Im Jahr 1925 wurden die ersten Buslinien zur Ergänzung des Straßenbahnnetzes in Essen eingerichtet.
Zu Beginn der 1930er Jahre betrieb die SEG insgesamt 18 Linien in und um Essen. Zwischen dem 15. April 1924 und dem 15. Februar 1928 gab es auch eine Linie der Bergischen Kleinbahn von Elberfeld (heute zu Wuppertal) über den eigenen Streckenendpunkt in Steele hinaus bis zum Steeler Tor.

### Zweiter Weltkrieg
In den ersten Monaten des Zweiten Weltkrieges kam es zur Unterbrechung des Gemeinschaftsverkehrs. Nachdem dieser 1940 wieder aufgenommen worden war, trat am 1. April 1940 der Kriegsfahrplan in Kraft. Insgesamt verkehrten nun 26 Straßenbahnlinien. Gegen Ende des Krieges übernahm die Straßenbahn auch Güterverkehr in ihrem Streckennetz. So transportierte man zeitweise bis zu 200 Tonnen Schutt täglich aus dem Stadtgebiet heraus. Als am 5. März 1943 ein schwerer Bombenangriff während der Battle of the Ruhr die Stadt Essen traf und weite Teile des Streckennetzes davon betroffen waren, wurden zahlreiche Strecken zeitweise auf Omnibusbetrieb umgestellt. Zwischen dem 28. November 1943 und dem 27. März 1944 fuhr man fast wieder im Normalbetrieb, musste dann aber wieder erhebliche Einschränkungen in der Aufrechterhaltung des Verkehrs hinnehmen. Am 8. April 1945 stellte dann schließlich die letzte Linie ihren Betrieb ein.

### Nach dem Zweiten Weltkrieg

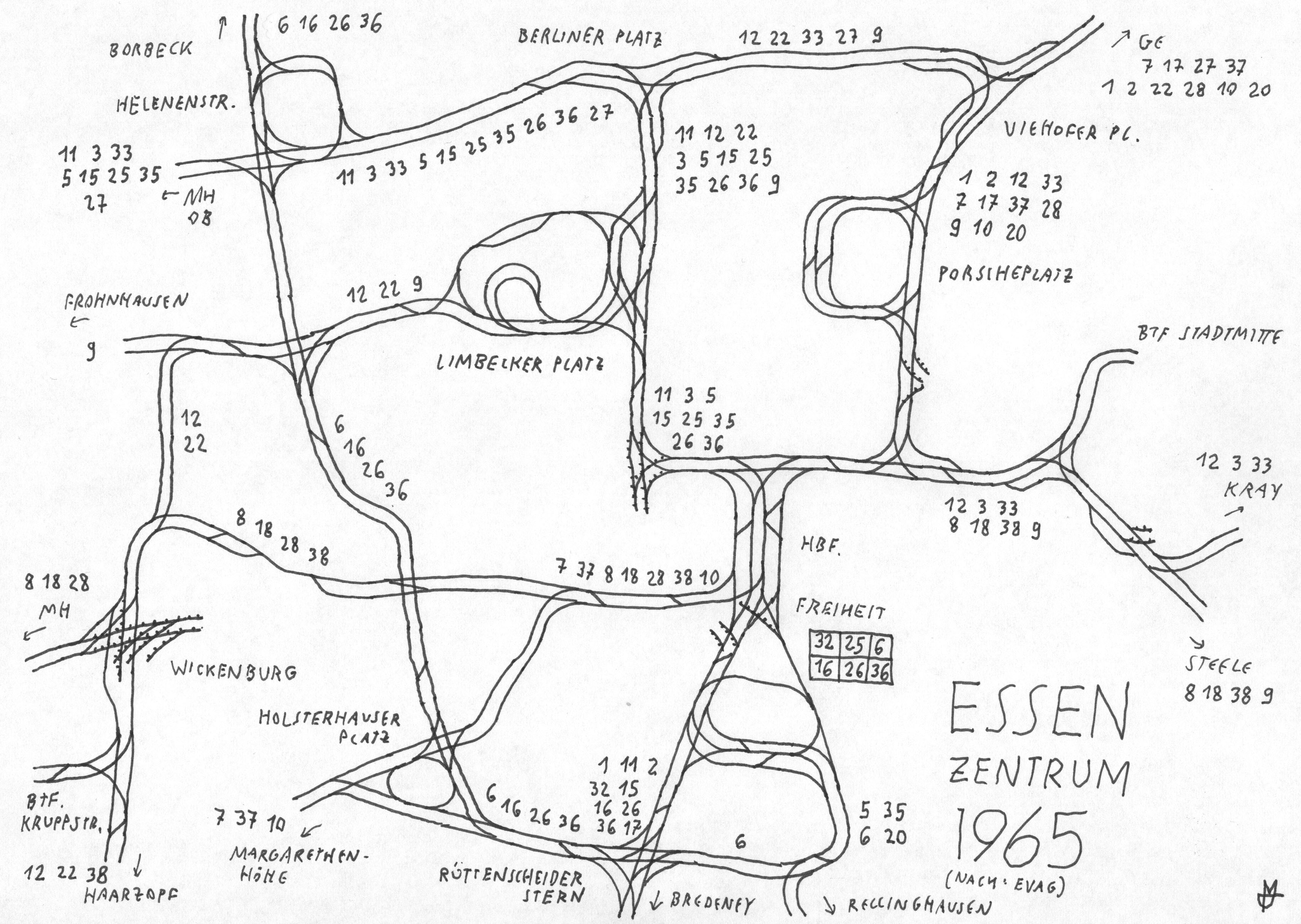
Gleisplan der erweiterten Innenstadt im Jahr 1965

Die Essener Straßenbahn hatte durch den Krieg insgesamt 92 Prozent der Fahrzeuge, 90 Prozent der Oberleitungen, 81 Prozent der Gleisanlagen und 45 Prozent der Betriebsgebäude verloren.
Ab dem 25. April 1945 wurde unter der britischen Besatzung nach und nach das Streckennetz wieder bedient. So konnten bis Ende des Jahres wieder 15 Linien ihren Betrieb aufnehmen. In den Folgejahren kam es immer wieder zu Einschränkungen. 1946 wurden auf 60 Prozent des Streckennetzes und mit 30 Prozent der Wagen genauso viele Personen wie 1938 befördert. Ende 1950 konnte der Wiederaufbau als abgeschlossen angesehen werden; 20 Linien wurden wieder befahren. In dieser Zeit verkehrte zum ersten Mal ein Oberleitungsbus in Essen. Dessen Betrieb wurde aber am
23. November 1957 wieder eingestellt.

### Erste Stilllegungen ab 1955
Nachdem die SEG auf die Verlängerungen der zwischen 1952 und 1954 ablaufenden Konzessionen aller ihrer Nebenbahnstrecken in Rheinland-Pfalz, Hessen und Baden verzichtet hatte, beschloss die Hauptversammlung der SEG die Umfirmierung in „Essener Verkehrs-AG (EVAG)“ zum 29. September 1954.
Ab 1955 kam es vermehrt zu Stilllegungen zumeist auf den nicht auf die Innenstadt ausgerichteten Linien des Netzes.

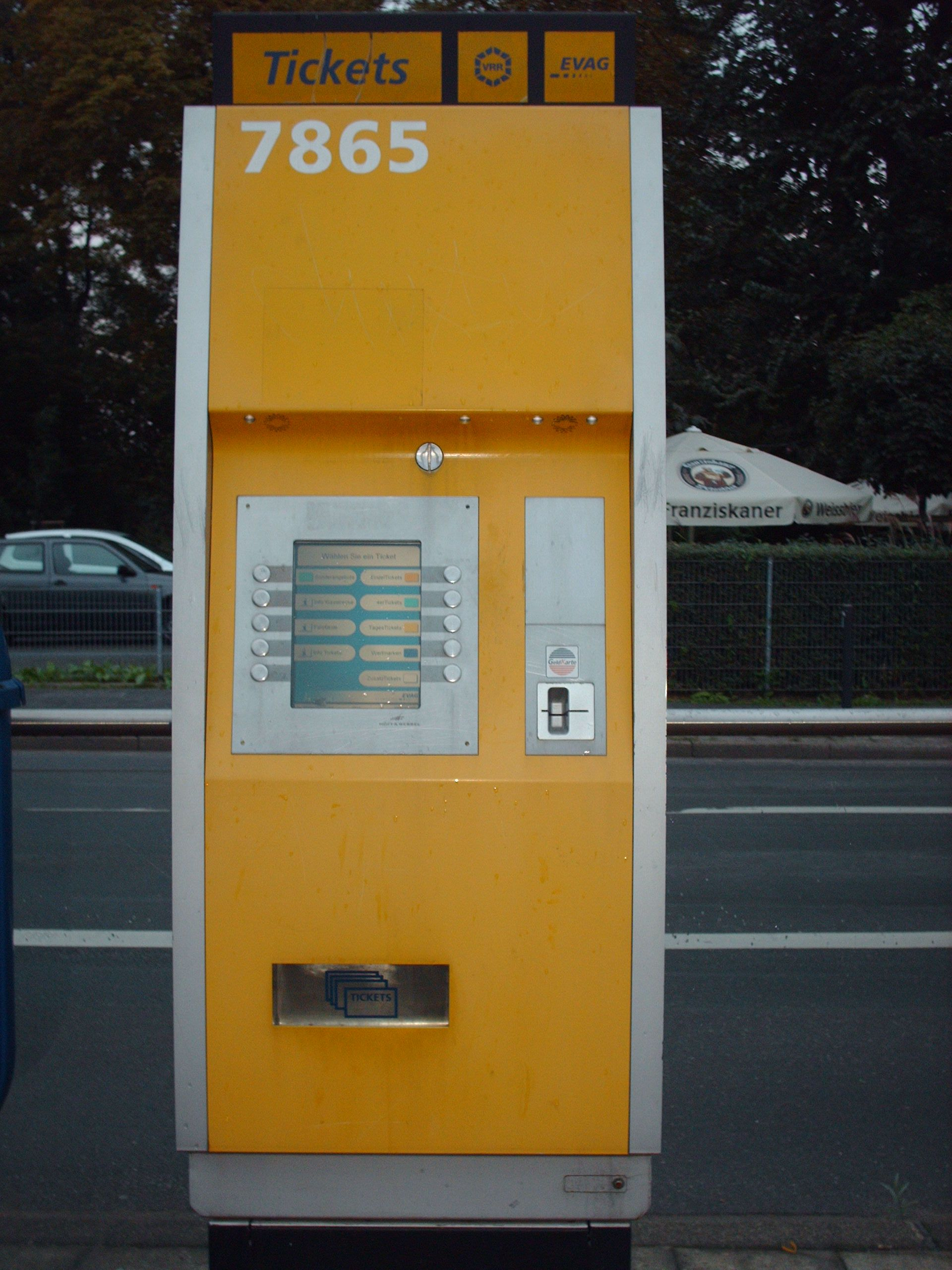
Fahrkartenautomat der EVAG

Als in den 1950er Jahren begonnen wurde, die damalige B1 und heutige A40 zum Ruhrschnellweg auszubauen, musste die Straßenbahn in die Planung integriert oder stillgelegt werden. Da sich die Straßenbahn als die sinnvollere Lösung erwies, wurde auf dem anzulegenden Mittelstreifen für sie eine separate Trasse von Mülheim-Heißen bis zum Essener Bismarckplatz und vom Wasserturm an der Steeler Straße bis Kray angelegt.
Bis Ende der 1960er Jahre wurden aufgrund ihrer geringen Auslastungen und durch die Stilllegung der Anschlussstrecken in den Nachbarstädten zahlreiche Linien im Randbereich der Stadt stillgelegt. So gab es Ende der 1960er Jahre ein Netz mit einer Länge von 87,66 Kilometern Länge, von denen mit rund 16 Kilometern fast 19 Prozent einen eigenen Bahnkörper aufwiesen. Auf diesem Streckennetz wurden 24 Linien betrieben.
Straßenbahnlinien der EVAG (teilweise Gemeinschaftsverkehr) im Jahr 1967:
| Linie | Linienweg |
| ----- | --- |
| 1     | Alfredusbad – Essen Hbf – Altenessen – E-Karnap – GE-Horst – Buer – Erle – Gelsenkirchen Hbf                                                 |
| 2     | Bredeney – Rüttenscheid – Essen Hbf – Porscheplatz – Altenessen Karlsplatz                                                                   |
| 3     | Kray Nord Bf – Frillendorf – Essen Hbf – Limbecker Platz – Helenenstr. – Fliegenbusch – Borbeck Germaniaplatz                                |
| 5     | Rellinghausen – Essen Süd Bf – Essen Hbf – Limbecker Platz – Helenenstr. – Fliegenbusch – E-Frintrop – Oberhausen Hbf                        |
| 6     | Rolandstr. (Saalbau) – Rüttenscheid – Holsterhauser Platz – Essen West Bf – Helenenstr.                                                      |
| 7     | Margarethenhöhe – Essen Hbf – Stoppenberg – E-Katernberg – GE-Rotthausen – Gelsenkirchen Hbf                                                 |
| 8     | Steele – Knappschaftskrankenhaus – Essen Hbf – MH-Heißen – Mülheim Stadtmitte – Uhlenhorst                                                   |
| 9     | Frohnhausen – Limbecker Platz – Porscheplatz – Knappschaftskrankenhaus – Steele                                                              |
| 10    | Stadtwaldplatz – Rüttenscheid – Essen Hbf – Porscheplatz – Altenessen Karlsplatz                                                             |
| 11    | Rellinghausen – Rüttenscheid – Essen Hbf – Limbecker Platz – Helenenstr. – Fliegenbusch – E-Abzw. Aktienstr. – Mülheim Stadtmitte – MH-Saarn |
| 12    | Haarzopf – Limbecker Platz – Porscheplatz – Frillendorf – Kray Nord Bf                                                                       |
| 15    | Bredeney – Rüttenscheid – Essen Hbf – Limbecker Platz – Helenenstr. – Fliegenbusch – Borbeck Germaniaplatz                                   |
| 16    | Essen Hbf – Rüttenscheid – Holsterhauser Platz – Essen West Bf – Helenenstr. – Bergeborbeck Bf                                               |
| 17    | Margarethenhöhe – Essen Hbf – Stoppenberg – E-Katernberg – GE-Feldmark – Gelsenkirchen Hbf                                                   |
| 18    | Steele – Knappschaftskrankenhaus – Essen Hbf – MH-Heißen – Mülheim Stadtmitte – Uhlenhorst                                                   |
| 20    | Rellinghausen – Essen Süd Bf – Essen Hbf – Porscheplatz – Altenessen – Karnap Alte Landstr.                                                  |
| 22    | Haarzopf – Limbecker Platz – Viehofer Platz – Altenessen Karlsplatz                                                                          |
| 25    | Essen Hbf – Limbecker Platz – Helenenstr. – Fliegenbusch – Frintroper Höhe                                                                   |
| 26    | Essen Hbf – Limbecker Platz – Helenenstr. – Bergeborbeck Bf – Borbeck – Dellwig – Frintrop Unterstr.                                         |
| 27    | Borbeck Germaniaplatz – Fliegenbusch – Helenenstr. – Viehofer Platz – Stoppenberg – Katernberg Hanielstr.                                    |
| 28    | Hamburger Str. – Essen Hbf – Porscheplatz – Altenessen Karlsplatz                                                                            |
| 32    | Essen Hbf – Rüttenscheid – Gruga |
| 33    | Borbeck Germaniaplatz – Fliegenbusch – Helenenstr. – Limbecker Platz – Essen Hbf – Frillendorf                                               |
| 35    | Frintroper Höhe – Fliegenbusch – Helenenstr. – Limbecker Platz – Essen Hbf – Essen Süd Bf – Zeche Ludwig                                     |
| 36    | Essen Hbf – Rüttenscheid – Holsterhauser Platz – Essen West Bf – Helenenstr. – Bergeborbeck Bf – Borbeck – Dellwig Wertstr.                  |
| 37    | Margarethenhöhe – Essen Hbf – Stoppenberg – Abzweig Katernberg                                                                               |
| 38    | Haarzopf – Essen Hbf – Knappschaftskrankenhaus                                                                                               |

### Tunnelbau ab den 1970er Jahren

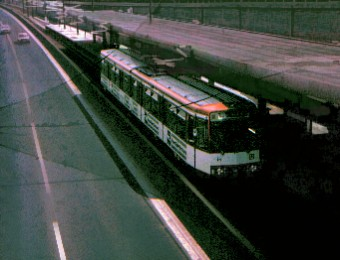
Stadtbahn am Bahnhof Hobeisenbrücke

In den 1970er Jahren wurde im Rahmen der Stadtbahn Rhein-Ruhr mit dem Bau unterirdischer Strecken und dem Umstellen auf Normalspur begonnen. So wurde auf weiteren Strecken der Straßenbahnbetrieb eingestellt. Geplant waren 30 Kilometer Tunnel, eine Totalumstellung der nutzbaren Bahnlinien auf Normalspur und das endgültige Aus für die Straßenbahn. Aufgrund von Finanzierungsschwierigkeiten kam es jedoch immer wieder zu Kürzungen des geplanten Ausbaus, so dass zwar etliche Straßenbahnstrecken eingestellt und abgebaut, aber nicht durch die Stadtbahn, sondern durch den Omnibus ersetzt wurden. Bis 1993 waren drei Linien auf Regelspur umgestellt und noch neun Meterspurlinien in Betrieb (101, 103, 104, 105, 106, 107, 109, 115, 127). Ein weiterer Ausbau der ursprünglich geplanten Strecken kam danach nur noch schleppend voran. Man stellte sich bis auf Weiteres auf den Betrieb beider Spurweiten ein. Das vorerst letzte Teilstück des Stadtbahnausbaus war der 2002 eröffnete zweite Teil der Nordstrecke von Altenessen bis Fischerstraße, der ersten Station auf Gelsenkirchener Stadtgebiet. 2004 wurde der letzte Abschnitt der (ab II. Schichtstraße oberirdisch verlaufenden) U17 bis Gelsenkirchen-Horst, Buerer Straße fertig gestellt.

### 1980er Jahre: Stilllegungen für Spurbus und Duo-Bus

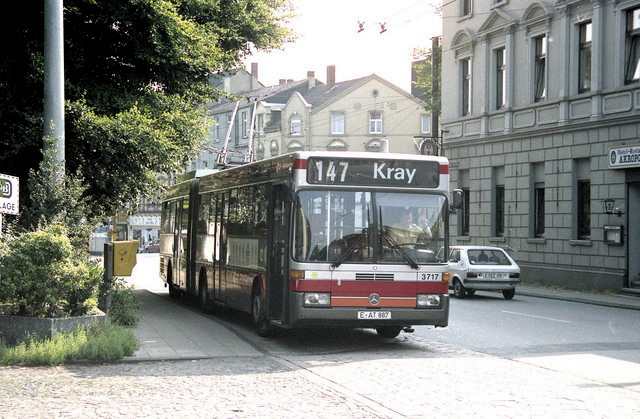
1991: Duo-Bus in Kray

In den 1980er Jahren wurde der so genannte Spurbus- beziehungsweise Duo-Bus-Betrieb in Essen aufgenommen. Zunächst wurde hierzu eine erste 1,3 Kilometer lange Teststrecke auf der Humboldtstraße in Fulerum eingerichtet, für die die nach Haarzopf führende Straßenbahnstrecke mit eigenem Gleiskörper stillgelegt wurde. Der Spurbus ging am 28. September 1980 in Betrieb. Im Mai 1983 folgte eine ein Kilometer lange elektrifizierte Spurbus-Strecke zwischen Stadtwaldplatz und Wittenbergstraße, die auf einer gemeinsamen Trasse mit der Straßenbahnstrecke Rüttenscheid–Rellinghausen verlief.
Später wurde das Pilotprojekt zu einem Großversuch erweitert; zu diesem Zweck musste die Straßenbahnstrecke vom Wasserturm am Steeler Berg nach Kray-Nord auf dem Mittelstreifen der A 40 1985 stillgelegt und stattdessen mit Fahrspuren für den Busbetrieb umgerüstet werden. 1991 wurde auch der Stadtbahntunnel von der Volkshochschule über den Porscheplatz zum Berliner Platz (Ost-West-Spange) in den Spurbus-Betrieb integriert. Im Bereich der Tunnelstrecke nutzte der Duo-Bus Oberleitungen, die neben der Straßenbahn-Fahrleitung verlegt wurden und fuhr dort elektrisch. Die Hochflur-Fahrzeuge hatten auf beiden Seiten Türen, um einen Ausstieg an den Stadtbahn-Stationen zu ermöglichen. Die vormaligen Straßenbahnstrecken auf der Humboldtstraße sowie zwischen Walpurgisstraße und Stadtwaldplatz (die zwischenzeitlich im Zusammenhang mit der Eröffnung des Rüttenscheider Stadtbahntunnels ebenfalls eingestellt worden war) wurden die Gleise durch Beton-Fertigteile für die Spurführungsrollen der Busse ersetzt.
Der Duo-Bus gehört in Essen mittlerweile der Vergangenheit an. Durch die technisch nicht ausgereiften Fahrzeuge kam es auf dem unterirdischen Fahrweg (der aus aneinandergelegten Eichenbohlen bestand) und beim Wechsel von Diesel- auf Elektroantrieb häufig zu Pannen (oder der Elektroantrieb funktionierte nicht durchgängig, so dass die Busse teilweise mit Dieselantrieb im Tunnel fahren mussten), die den gesamten Ost-West-Tunnel blockierten. Das Duo-Bus-Experiment wurde beendet. In den Tunnels (außerhalb der Bahnhöfe) sowie an der Rampe Hollestraße sind teilweise noch die Holzteile vorhanden, auf denen der Spurbus verkehrte.

### 2014: Entlastung des Knotenpunktes Helenenstraße
Der Neubau einer Strecke durch den Krupp-Gürtel westlich der Innenstadt mit Verlegung der Linie 109 in den Berthold-Beitz-Boulevard ist vollzogen. Seit Oktober 2014 wird die Linie 109 ab der Haltestelle Alfred-Krupp-Schule in Frohnhausen über die Frohnhauser Straße mit den Haltestellen Schederhofstraße und Frohnhauser Straße geführt. Nachfolgend erreicht sie an der Kreuzung Berthold-Beitz-Boulevard/Altendorfer Straße wieder den alten Linienweg. Der hochbelastete Knotenpunkt Helenenstraße wird damit umfahren.

### Netzumstellung am 14. Juni 2015
Um auf mehr Strecken Niederflurbahnen einsetzen zu können, wurde am 14. Juni 2015 ein neues Konzept realisiert. Die Verstärkerleistungen nach Bredeney und Katernberg wurden zu einer Linie (107E, Hochflur) vereint, ebenso der Nordast der Linie 101 mit der Ringstrecke der 106 (Ringlinie 101/106); es entstanden eine kürzere ganztägige Linie 107 (Niederflur) und eine Linie 108 (Hochflur) zwischen Bredeney und Altenessen. Bis auf die Südstrecke und den kurzen Abschnitt zum Bahnhof Altenessen wird seitdem das gesamte Straßenbahnnetz mit mindestens einer Niederflurlinie bedient. Seit August 2023 sind auch die Stationen in Rüttenscheid nieder- und hochflurgerecht umgebaut, so dass die erwähnten Einschränkungen nicht mehr bestehen. Das Linienkonzept von 2015 bleibt jedoch bestehen.

## Kürzungen im Verkehrsangebot seit 2000
Seit 2000 gab es einige Einschränkungen in der Bedienung:
- 2000 Frühverkehr an allen Tagen: Montag–Freitag wurde das Angebot an Frühfahrten vor 5:30 Uhr ausgedünnt; samstags wurde der 20-Min.-Takt vor 8 Uhr auf allen Linien abgeschafft und durch einen allgemeinen 30-Min.-Takt ersetzt, der Betriebsbeginn wurde auf 5 Uhr verlegt; sonntags wurde der gesamte Verkehr vor 8 Uhr gestrichen und durch den Nachtexpress ersetzt.
- 2000 Taktbruch wochentags: Montag–Freitag wurde der abendliche Taktwechsel von 10- auf 15-Min-Takt (bzw. 20- auf 30-Min-Takt) von 19:45 Uhr auf 19 Uhr vorgezogen.
- 2003 Spätverkehr an allen Tagen: Einführung des täglichen Nachtnetzes ab 23:30 Uhr, der normale Linienverkehr nach 23 Uhr wurde gestrichen und durch den Nachtexpress ersetzt.
- 2006 Frühverkehr samstags: die Fahrten im Tagnetz bis 7 Uhr wurden gestrichen und durch den Nachtexpress ersetzt; Umstellung des Taktrasters samstags tagsüber von 10/20 auf 15/30.
- 2010 Frühverkehr wochentags: das Tagnetz bis 6 Uhr wird ausgedünnt, die dichten Tagestakte (10/20-Min) starten erst gegen etwa 6 Uhr.

## Aktuelles Liniennetz
Orte im Linienweg in Klammern bedeuten, dass der betreffende Abschnitt nur zeitweise (z. B. nur in der Hauptverkehrszeit) oder in einem erweiterten Takt angefahren wird.
Die Taktfolgen sind in Minuten hinter dem Linienweg angegeben – für die Hauptverkehrszeit montags bis freitags von 6 bis 19 Uhr sowie für die Nebenverkehrszeit samstags und sonntags. In der Schwachverkehrszeit (täglich ab ca. 21 Uhr) gilt auf allen Linien ein einheitlicher 30-Minuten-Takt.
Gültig ab 9. Juni 2024:
| Linie | Linienweg | Takt Mo.–Fr. | Takt Sa. | Takt So. | Fahrzeugeinsatz    |
| ----- | --- | ------------ | -------- | -------- | ------------------ |
| 101   | Borbeck Germaniaplatz – Bergeborbeck Bf – Helenenstr. – Rathaus Essen – Essen Hbf – Rüttenscheid – Holsterhausen – Helenenstr. (Rückweg als 106)                            | 10           | 15       | 30/15    | NF1; NF2; NF4      |
| 103   | Dellwig Wertstr. – Borbeck – Altendorf – Rathaus Essen – Essen Hbf/Hollestr. (– Huttrop – Steele (S)) 1                                                                     | 10           | 15       | 30/15    | M8C; NF1; NF2; NF4 |
| 104   | MH-Ev. Krankenhaus – MH-Stadtmitte – MH-Winkhausen – MH-Grenze Borbeck – E-Schönebeck Abzw. Aktienstr.                                                                      | 15           | 15/30    | 30       | NF2                |
| 105   | Frintrop Unterstr. – Altendorf – Essen Hbf – Bergerhausen – Rellinghausen Finefraustr. („Naturlinie 105“)                                                                   | 10           | 15       | 30/15    | M8C; NF1; NF2; NF4 |
| 106   | Helenenstr. – Holsterhausen – Rüttenscheid – Essen Hbf – Rathaus Essen – Helenenstr. – Bergeborbeck Bf – Borbeck Germaniaplatz (Rückweg als 101)                            | 10           | 15       | 15       | NF1; NF2; NF4      |
| 107   | Gelsenkirchen Hof – Feldmark – E-Katernberg – Abzweig Katernberg – Zollverein – Stoppenberg – Rathaus Essen – Essen Hbf (– Rüttenscheid - Bredeney) („Kulturlinie 107“) 2 3 | 20/10/5      | 30/15/7½ | 30/15    | M8C; NF1; NF2; NF4 |
| 108   | Bredeney – Rüttenscheid – Essen Hbf – Rathaus Essen – Altenessen Bf | 10           | 15       | 15       | NF1; NF2; NF4      |
| 109   | Frohnhausen Breilsort – Berthold-Beitz-Boulevard – Rathaus Essen – Huttrop – Steele (S)                                                                                     | 10           | 15       | 15       | NF1; NF2; NF4      |

taktverstärkende Linienabschnitte in Fettdruck, Linienabschnitte mit geringerem Takt in Kursivschrift

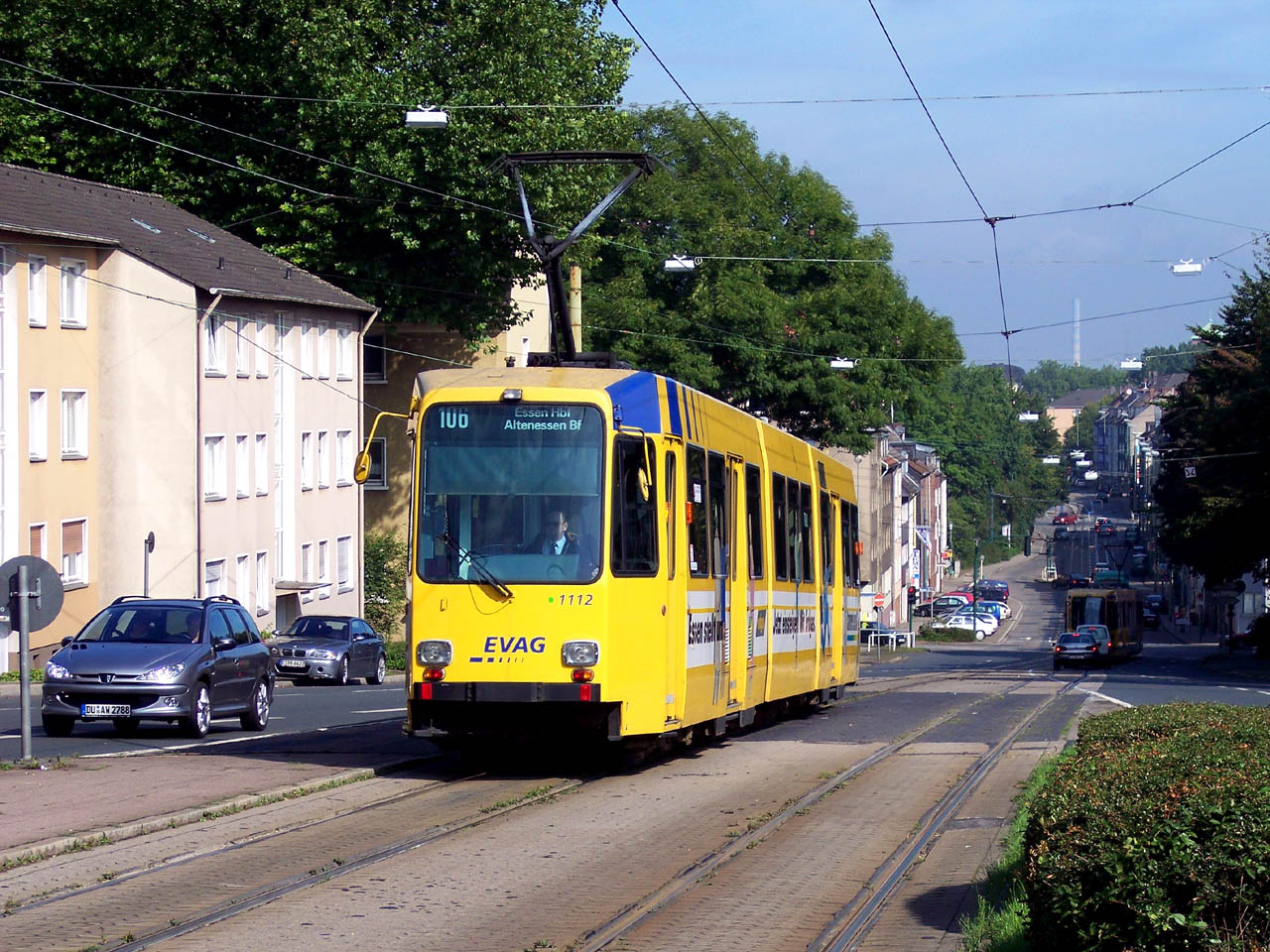
Straßenbahn an der Hobeisenbrücke

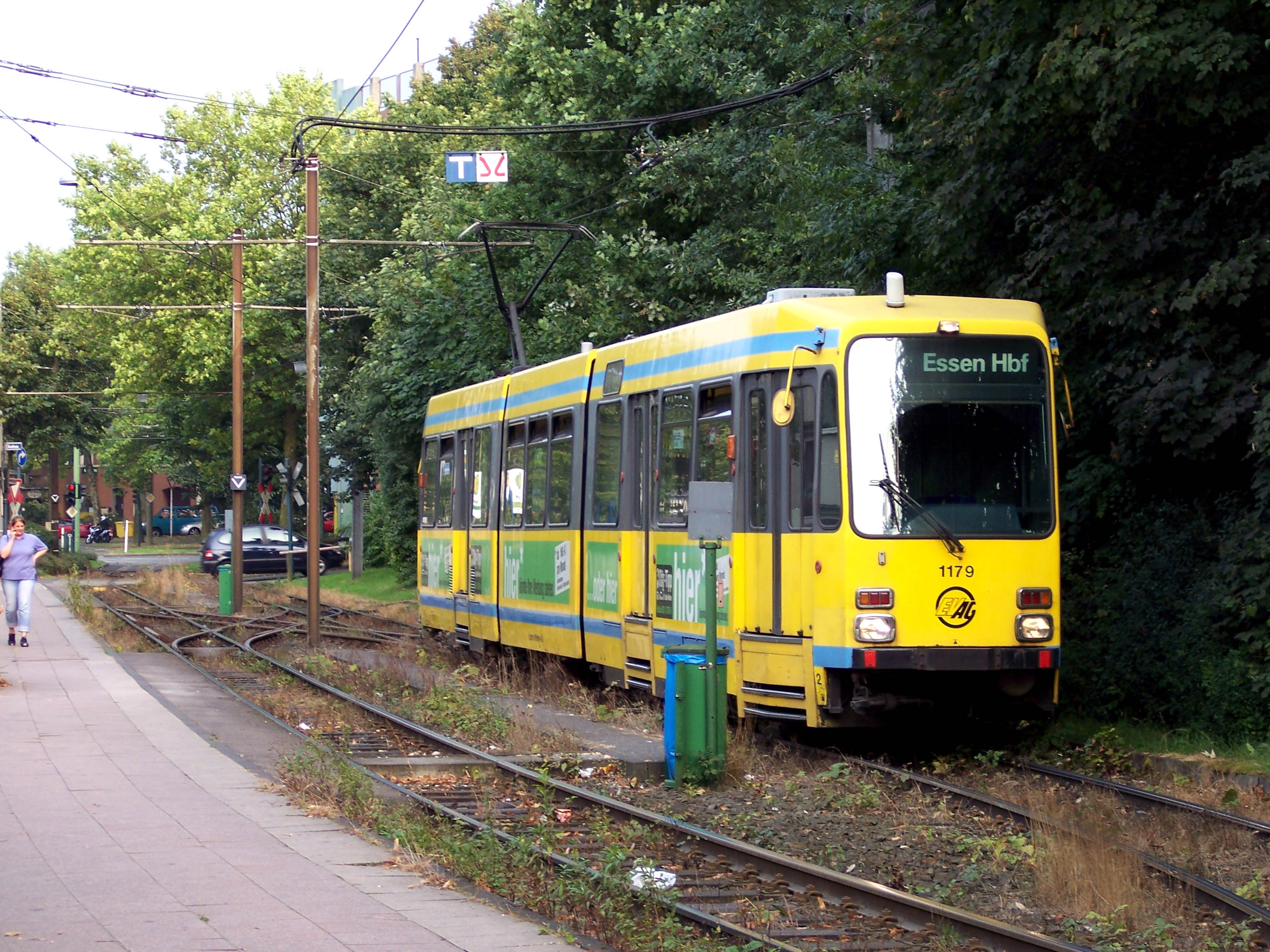
Endhaltestelle am Philippusstift in Borbeck; die Straßenbahn trägt die alte Farbgebung der EVAG

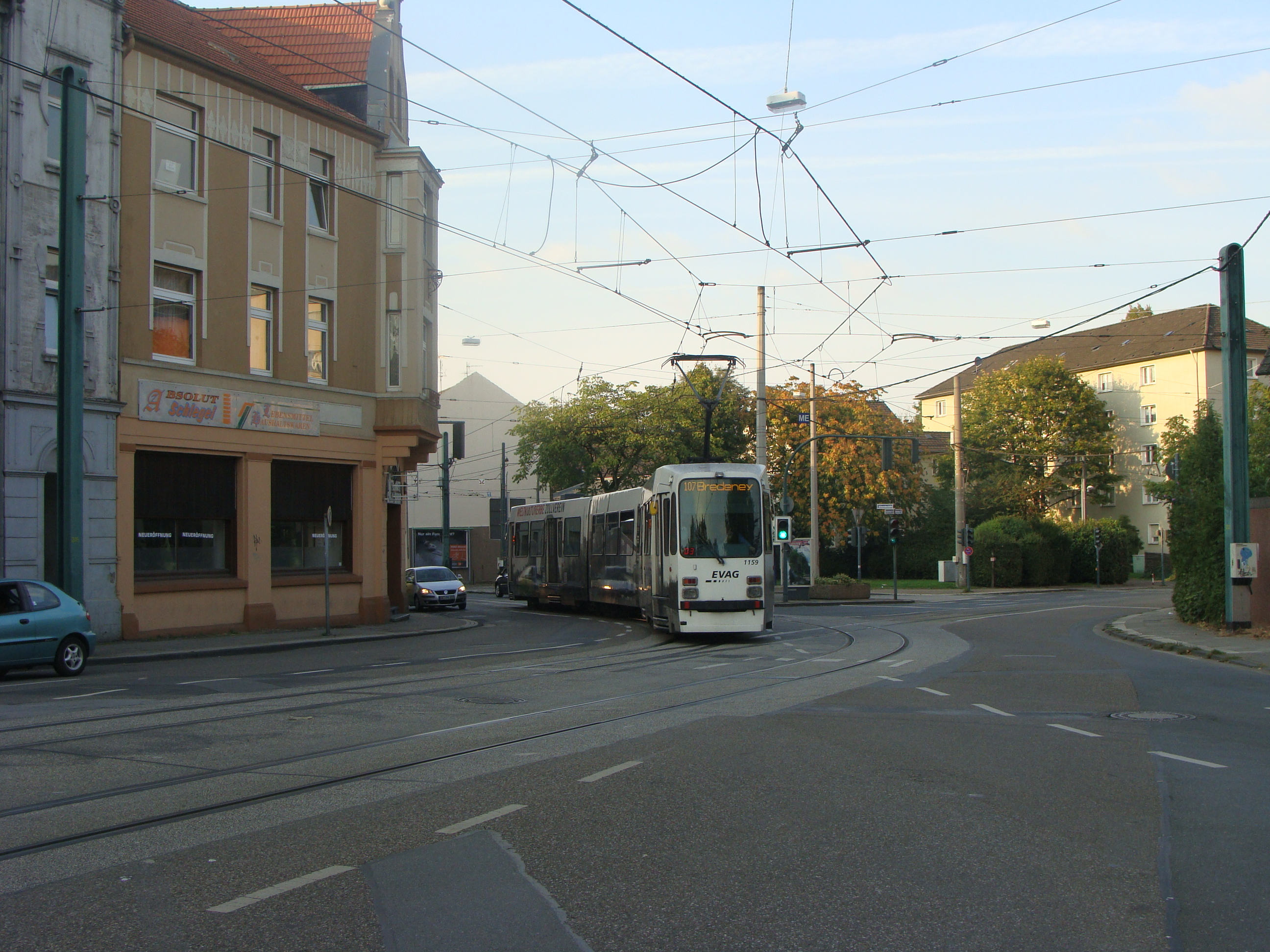
Ein modernisierter M-Wagen am Abzweig Katernberg

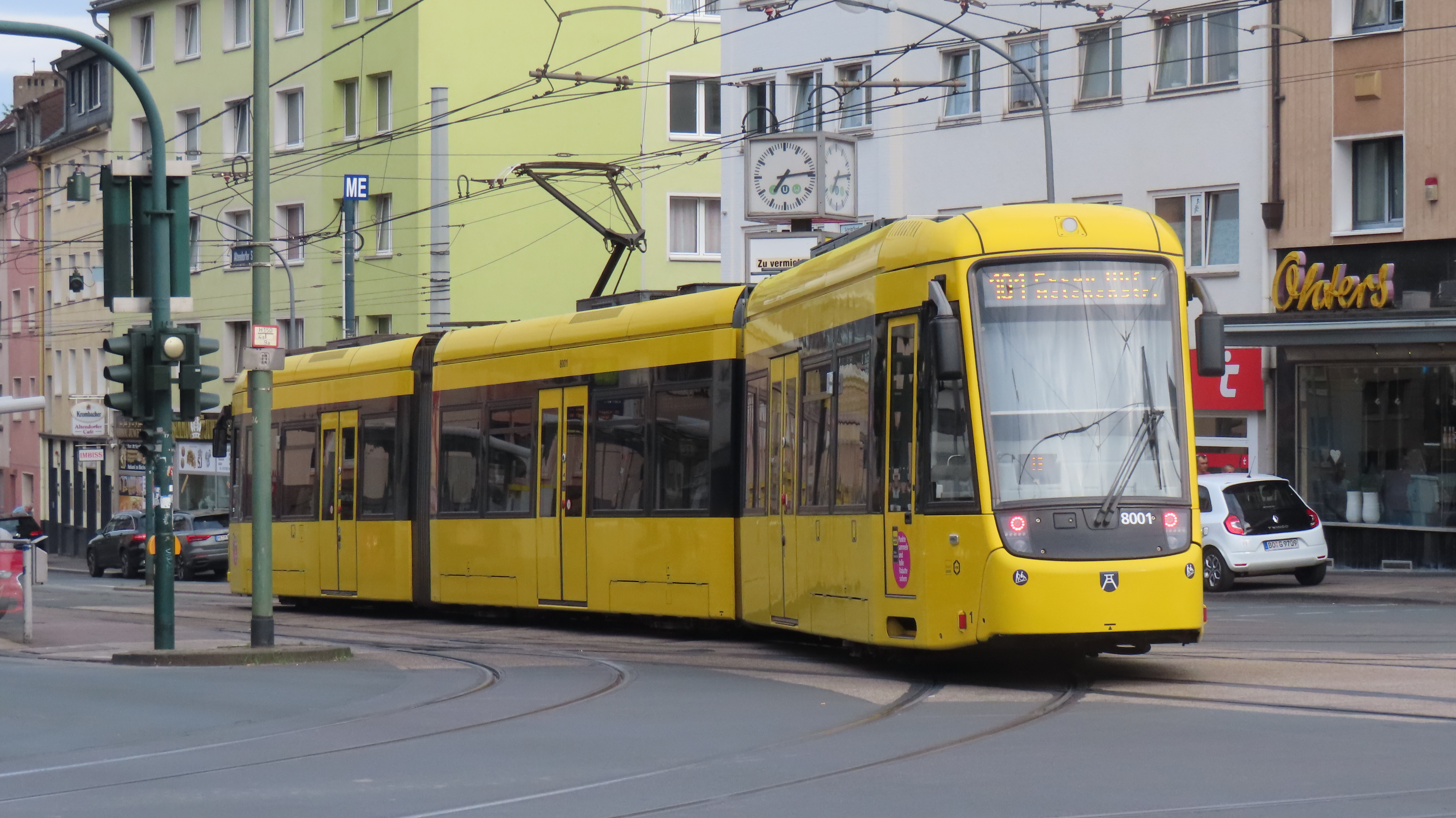
Eine Straßenbahn des Typs NF2 in Altendorf, Helenenstr.

Die Straßenbahnstrecken verlaufen in den meisten Fällen straßenbündig in den Fahrbahnen gemeinsam mit dem Autoverkehr. An einigen Haltestellen stehen keine Seitenbahnsteige zur Verfügung und der Ausstieg erfolgt auf die Fahrbahn.
Die neuen Mittelbahnsteige, welche für die seit 1998 angeschafften Niederflurbahnen gebaut wurden, sind noch wenige. Als Modelle hierfür sind die neuen Haltepunkte thyssenkrupp und Zollverein von 2009, Zollverein Süd (jetzt wieder Kapitelwiese) von 2005 und die neu errichtete Haltestelle Moltkestraße im Südviertel von November 2006 zu nennen. Am 20. Oktober 2014 kamen die neuen Mittelbahnsteig-Halte Frohnhauser Straße, Schederhofstraße und Alfred-Krupp-Schule (nur Ringlinie 101/106) hinzu. Des Weiteren sind bereits umgebaut: Bocholder Straße, Germaniaplatz (tlw.), Dellwig Bf (tlw.), Hollestr. (tlw.), Abzw. Aktienstraße sowie Wasserturm.
In der Innenstadt bedienen alle Straßenbahnlinien unterirdisch die eigentlich für den späteren U-Bahn-Betrieb vorgesehenen Tunnel und Bahnhöfe. Die 1991 eröffnete Ost-West-Spange zwischen der Rampe ThyssenKrupp (ehem. Krupp-Hauptverwaltung) und Rathaus Essen (ehem. Porscheplatz) war die letzte Baumaßnahme, mit der die Straßenbahnen in der Essener Innenstadt in den Untergrund gelegt wurden. Allerdings stößt dieser Tunnelabschnitt mit vier Linien im 10-Minuten-Betrieb besonders in der Hauptverkehrszeit regelmäßig an seine Kapazitätsgrenzen. Auch bietet dieser Abschnitt eines der Kuriosa im Essener Netz: Der Tunnel der Straßenbahn verläuft am U-Bahnhof Berliner Platz unterhalb der U-Bahn-Strecke in etwa 25 Metern Tiefe. Südlich des U-Bahnhofs Essen Hauptbahnhof gibt es eine Tunnelstrecke, die für den gemeinsamen Betrieb mit der Stadtbahnlinie U11 mit Dreischienengleisen ausgerüstet ist. Da an den dortigen Bahnhöfen Philharmonie, Rüttenscheider Stern und Martinstraße bis zum Sommer 2024 nur Hochbahnsteige vorhanden waren, mussten alle Wagen der dort verkehrenden Linien 107 (HVZ-Verstärker) und 108 (zuvor 101 und 107) mit Klapptrittstufen ausgerüstet sein. Bis zum Sommer 2024 wurden die Bahnsteige an einem Teil niederflurig umgebaut.
Die Essener Straßenbahnen werden generell als Solowagen und nicht in Doppeltraktion genutzt (was technisch bei vielen Zügen möglich wäre), da die Haltestellen dafür in den meisten Fällen baulich (noch) nicht ausgelegt sind. Mithin ist auf den hochbelasteten Strecken nach Bredeney, Steele und Katernberg Mo.–Fr. morgens und nachmittags ein personalintensiver und fahrzeugaufwändiger 5-Minuten-Takt mit Einzelwagen notwendig: Die 107 konnte auf dem Abschnitt nach Gelsenkirchen über Katernberg bisher nicht auf Doppeltraktion umgestellt werden.
Zum Kulturhauptstadtjahr 2010 war das Weltkulturerbe Zeche Zollverein in Katernberg dennoch durch Verstärkerfahrten der Linie 107 mit Niederflurwagen, die von anderen Linien abgezogen werden, ab Essen Hauptbahnhof barrierefrei erreichbar. Der Takt der Linie 107 wurde 2010 (Mo–Sa ab 9 Uhr, So ab 10 Uhr) zwischen Abzweig Katernberg und Essen Hbf mit Niederflurwagen verdoppelt.

### Tag- und Nachtnetz
Die Essener Verkehrs-AG und das Nachfolgeunternehmen Ruhrbahn unterscheidet zwischen dem Tag- und dem Nachtnetz, wobei die Straßenbahnen nur im Tagnetz eingesetzt werden.
Die Verkehrszeiten der Straßenbahnlinien sind
- Montag–Freitag: 4:30–23:00 Uhr
- Samstag: 7:00–23:00 Uhr
- Sonntag: 8:00–23:00 Uhr

Zu den anderen Zeiten verkehren nur Busse und Taxibusse im Nachtnetz.

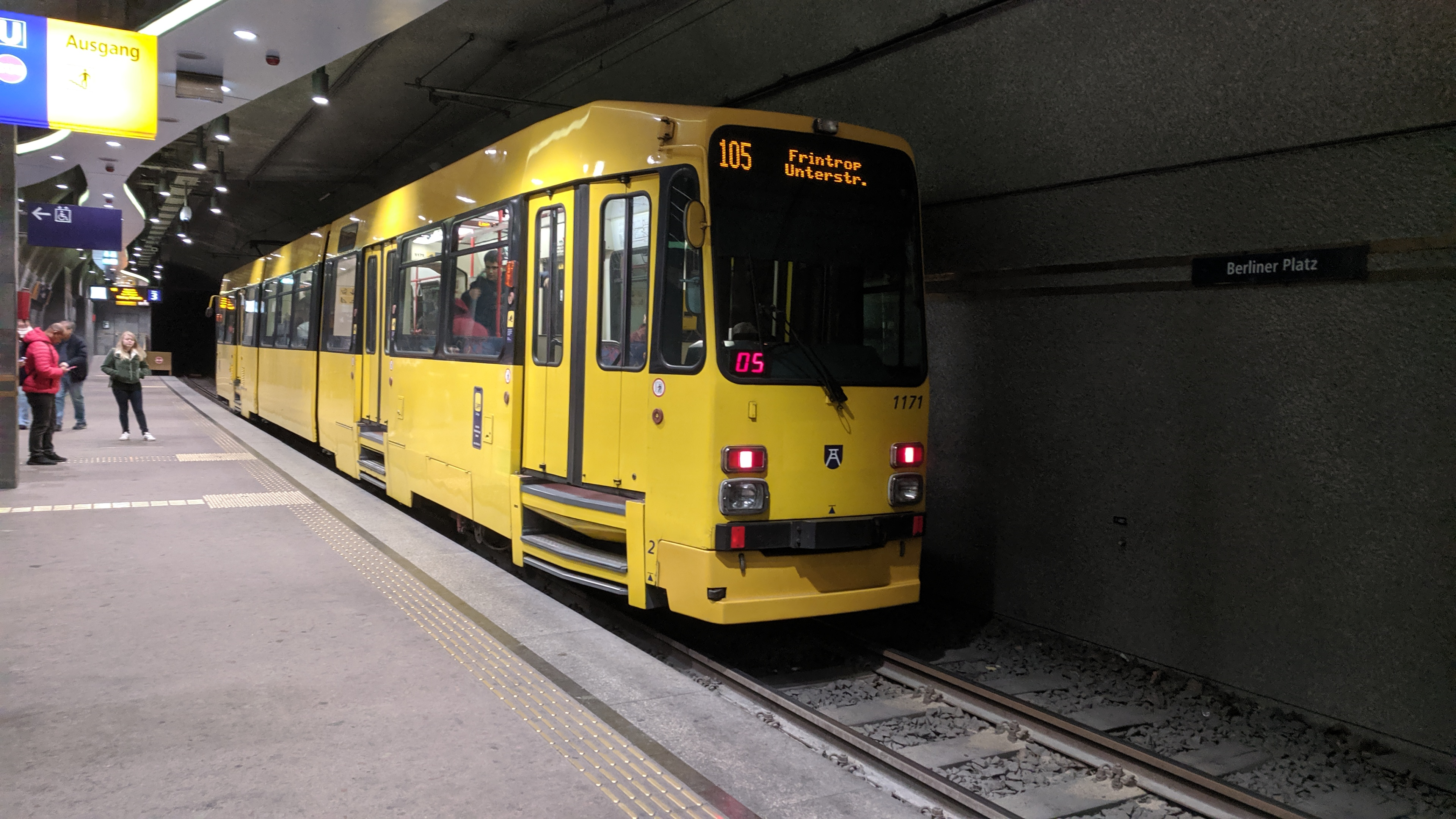
Eine Straßenbahn des Typs M8C am U-Bahnhof Berliner Platz

- Montag–Freitag: 23:30–1:30 Uhr
- Samstag: 23:30–6:30 Uhr
- Sonntag: 23:30–7:30 Uhr

## Fahrzeuge

### Düwag M8C
Der Fahrzeugtyp M8C wurde zwischen den Jahren 1980 und 1990 von der Düsseldorfer Waggonfabrik (Düwag) hergestellt. In Essen gab es unterschiedliche Versionen von M-Wagen. Aktuell befinden sich in Essen nur noch Fahrzeuge mit Klapptrittstufen, die auch für Linien mit Hochbahnsteigen geeignet sind. Die Anzeigen der M8C wurden teilweise durch LED-Anzeigen ersetzt. Aktuell sind drei der vorhandenen 16 Einheiten im Reserve- und Fahrschulbetrieb. Der Rest wurde abgestellt. Von den Anfangs insgesamt 26 Fahrzeugen wurden 10 ausgemustert. Es herrscht also kein regulärer Linienbetrieb mehr.

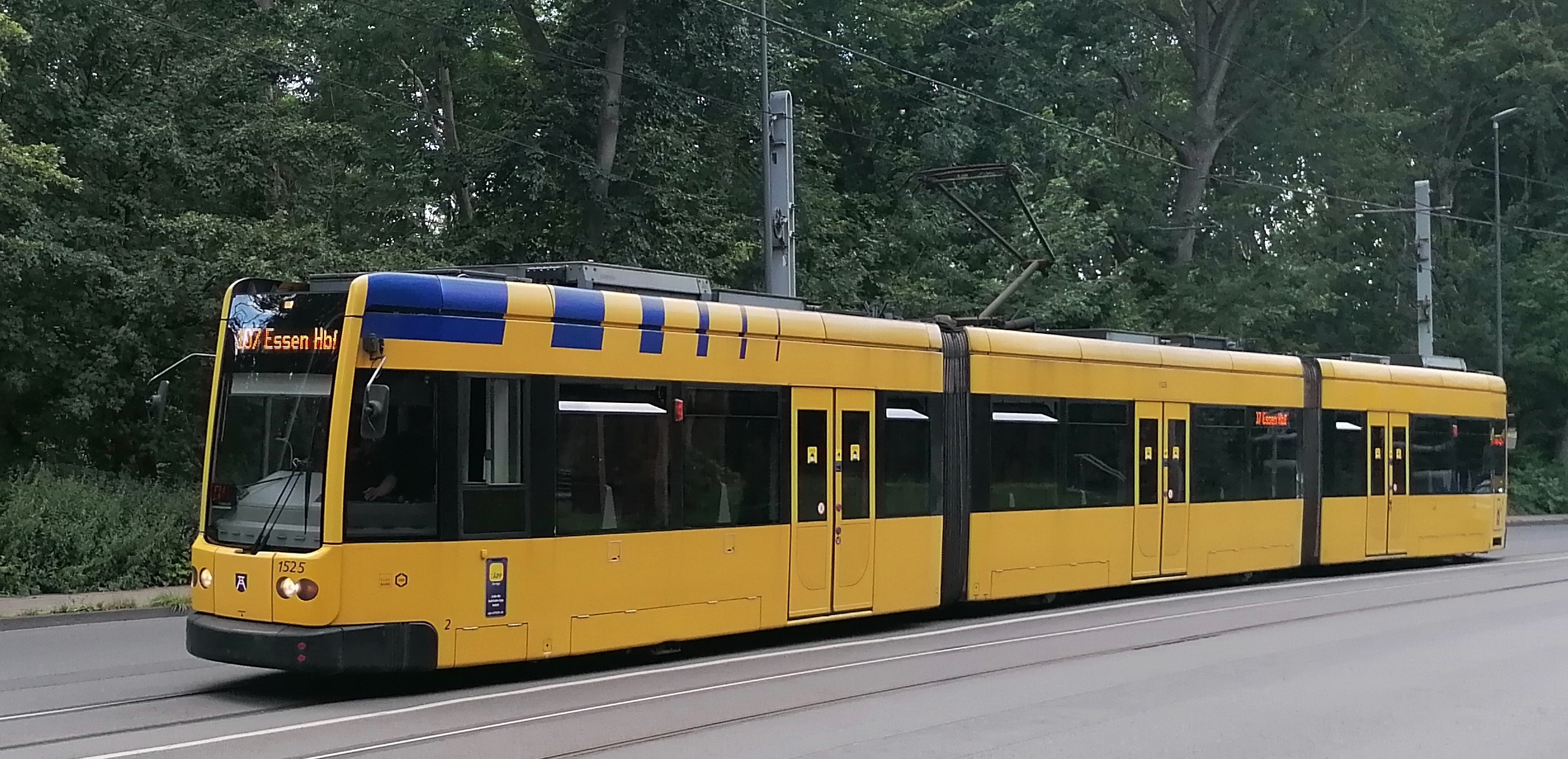
Eine Straßenbahn des Typs NF1 in Katernberg, Zollverein Nord Bf

### Adtranz/Bombardier Flexity M8D-NF
Zwischen den Jahren 1999 und 2001 wurden insgesamt 34 Wagen des Typs M8D-NF (kurz: NF1) bestellt. Der Wagenkörper wurde von Bombardier Transportation hergestellt, während der elektrische Teil von Adtranz ist. Es gibt bei einigen Wagen kleine Unterschiede wie z. B. verschiedene Außenanzeigen und neue Sitze. Alle Wagen erhielten neuen Innenanzeigen, die gegen die alten Flip-dot-Anzeigen ersetzt wurden. Wagen 1508 und 1509 sind die unverändertsten Wagen bis auf die Innenanzeigen. Andere Wagen wurden komplett modernisiert und erhielten neue Sitzpolster, einen neuen Lack sowie neue LED-Anzeigen. Einige Wagen wurde aktuell nur zum Teil modernisiert. Wagen 1519 hat z. B. neue Sitzpolster und einen neuen Lack, jedoch keine neuen LED-Anzeigen. 1504 erhielt 2024 neue Sitzpolster und später auch neue LED-Anzeigen, während 1507 nur neue LED-Anzeigen bekommen hat. Dadurch, dass 32 der neuen NF4-Bahnen die 26 alten M-Wagen ersetzen, gibt es nun bis zur Inbetriebnahme der Citybahn sechs mehr Bahnen als nötig, was bedeutet, dass somit auch sechs NF1-Fahrzeuge abgestellt wurden, da diese nun nicht benötigt werden. Die Einheiten, welche keine Veränderung erhielten, gelten nun als Ersatzteilspender.

### Bombardier Flexity M8D-NF2
Der Fahrzeugtyp M8D-NF2 wurde zwischen den Jahren 2013–2015 geliefert. Insgesamt gibt es in Essen 27 Stück. Da Mülheim auch 15 dieser Fahrzeuge besitzt, sind es insgesamt 42 NF2, die die Ruhrbahn damals von diesem Typ kaufte. Alle der Fahrzeuge wurden auf Essener und Mülheimer Stadtteilnamen getauft.

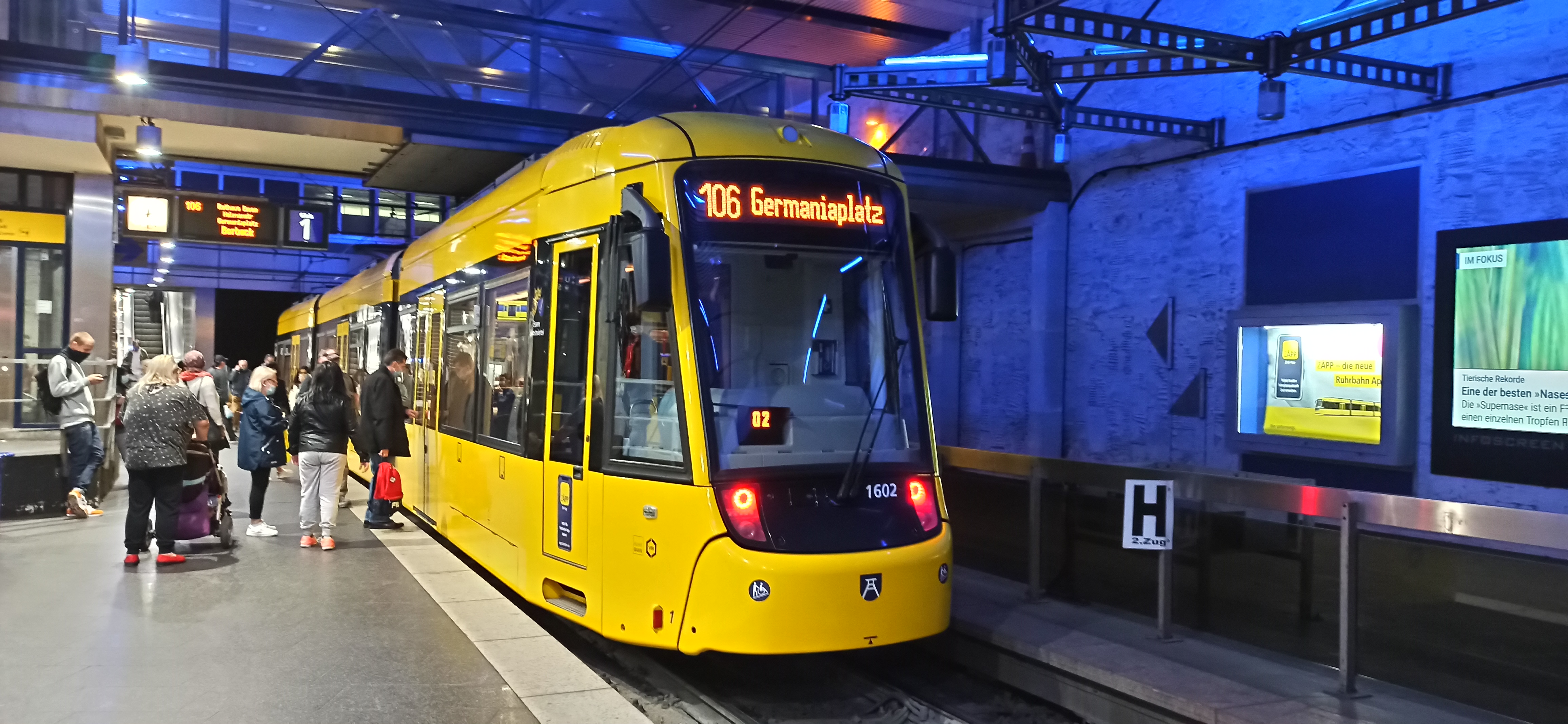
Eine Straßenbahn des Typs NF2 im Stadtkern, Essen Hauptbahnhof

### Alstom/Bombardier Flexity M8D-NF4

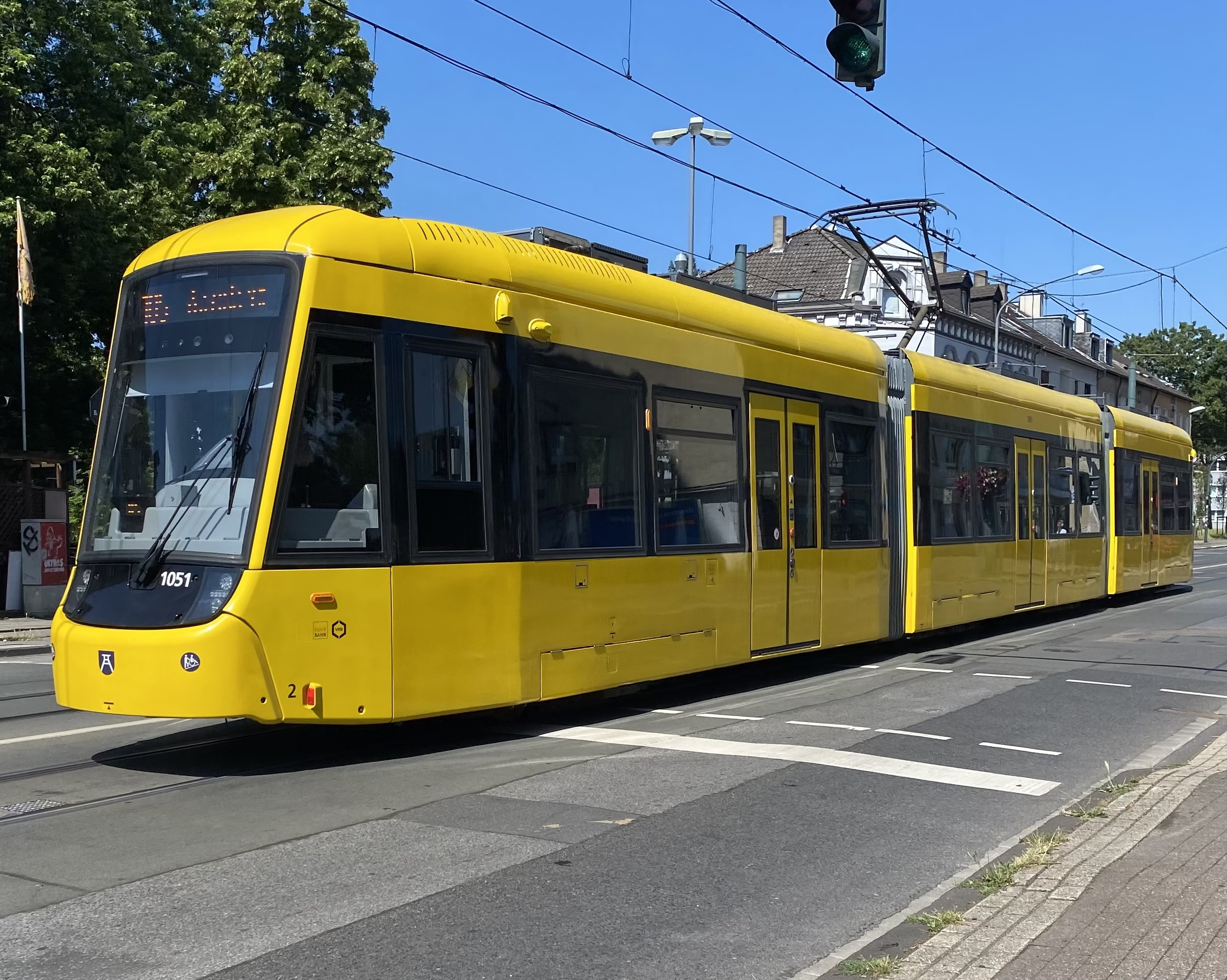
Eine Straßenbahn des Typs NF4 in Bedingrade, Am Kreyenkrop

Von den Fahrzeugen des Typs M8D-NF4 (dem aktuell neusten Fahrzeugtyp in Essen) wurden ab dem Jahr 2021 bis zum Sommer 2025 alle 32 Fahrzeuge ausgeliefert. Im Jahr 2018 unterzeichnete Bombardier Transportation (heute Alstom) einen Vertrag von 26 Fahrzeugen mit einer Option auf 6 weitere unterzeichnet. Die Option wurde eingelöst. Zu ihrem Vorgänger hat sie von außen nur 3 Unterschiede: Eine von oben eckige Front (mit einem neuen Sicherheitssystem, welches Hindernisse vor der Bahn erkennt und Zwangsbremsungen machen kann), Außenkameras statt Außenspiegel, sowie ein anderes Stirnlicht. Von innen gibt es mehr Unterschiede: Es gibt mehr Haltemöglichkeiten, neue Sitzmodelle und ein weiteres neues System an den Sitzen, welches anzeigt, ob genug Bremssand vorhanden ist. an den Türen gibt es außerdem LED-Lichtschranken, die rot leuchten, wenn die Türen öffnen und schließen und grün leuchten, wenn die Türfreigabe eingeschaltet ist. Wenn die Freigabe eingeschaltet ist, ist ein akustisches Signal zu hören, welches auch beim Öffnen der Tür zu hören ist. Beim Schließen gibt es ebenfalls ein akustisches Signal, welches aber anders ist. Außerdem besitzt Duisburg auch NF4 Fahrzeuge, welche aber von Bombardier den Namen GT8ND tragen und ein paar Unterschiede zu den Essener NF4 aufweisen.

### NF5
Im Juni 2025 veröffentlichte die Ruhrbahn gemeinsam mit STOAG und SWK Mobil eine Ausschreibung zur Beschaffung von Fahrzeugen, die nach dem Ruhrbahn-Schema als Typ NF5 eingeordnet werden. Für die Ruhrbahn sind dabei 40 rund 40 Meter lange Fahrzeuge als Festbestellung vorgesehen. Als Option kommen bis zu zehn Wagen der gleichen Länge und bis zu sechs rund 30 Meter lange Wagen hinzu.

### Fahrzeugtabelle
| Bild | Fahrzeugtyp                       | Baujahr   | Wagennummern         | Anzahl   | Anzahl im Einsatz                                       |
| ---- | --------------------------------- | --------- | -------------------- | -------- | ------------------------------------------------------- |
|      | Düwag M8C                         | 1980–1990 | 1151–1180            | 16 Stück | 3 Stück (Nur im Fahrschul- und Reservebetrieb)          |
|      | Adtranz/Bombardier Flexity M8D-NF | 1999–2001 | 1501–1534            | 34 Stück | 26 Stück (Wegen Hauptuntersuchungen; Ersatzteilspender) |
|      | Bombardier Flexity M8D-NF2        | 2013–2015 | 1601–1627            | 27 Stück | 26 Stück (wegen eines Unfalls)                          |
|      | Alstom Flexity M8D-NF4            | 2021–2024 | 1051–1072; 1077–1082 | 30 Stück | 30 Stück                                                |

Stand: 12. Juli 2025

### Taufe und Namen der Straßenbahnen des Typs M8D-NF2
Zur offiziellen Eröffnung der neuen Strecke über dem Berthold-Beitz-Boulevard und der Jungfernfahrt der neuen Straßenbahn, entschied man bei der EVAG, die Straßenbahnen nach Essener Stadtteilen zu benennen. Die erste Straßenbahn wurde am 19. Oktober 2014 auf den Namen Stadt Essen getauft. Am 16. Februar 2017 wurde die letzte der NF2-Bahnen auf den Namen Essen-Südostviertel getauft.
| Fahrzeugnummer | Name der Straßenbahn  |
| -------------- | --------------------- |
| 1601           | Essen-Karnap          |
| 1602           | Essen-Südostviertel   |
| 1603           | Essen-Margarethenhöhe |
| 1604           | Essen-Steele          |
| 1605           | Essen-Kray            |
| 1606           | Essen-Huttrop         |
| 1607           | Stadt Essen           |
| 1608           | Essen-Altendorf       |
| 1609           | Essen-Rüttenscheid    |
| 1610           | Essen-Kettwig         |
| 1611           | Essen-Bredeney        |
| 1612           | Essen-Altenessen      |
| 1613           | Essen-Borbeck         |
| 1614           | Essen-Schonnebeck     |
| 1615           | Essen-Frohnhausen     |
| 1616           | Essen-Holsterhausen   |
| 1617           | Essen-Bergerhausen    |
| 1618           | Essen-Rellinghausen   |
| 1619           | Essen-Katernberg      |
| 1620           | Essen-Stoppenberg     |
| 1621           | Essen-Frintrop        |
| 1622           | Essen-Dellwig         |
| 1623           | Essen-Schönebeck      |
| 1624           | Essen-Überruhr        |
| 1625           | Essen-Burgaltendorf   |
| 1626           | Essen-Heisingen       |
| 1627           | Essen-Kupferdreh      |

### Taufe und Namen der Straßenbahnen des Typs M8D-NF4
Ebenso wie bei den NF2 werden 32 NF4 auf Stadtteilnamen und diesmal auch auf Sehenswürdigkeiten in Essen getauft. Die erste Taufe war am 19. April 2024 mit dem Wagen 1053, welcher auf Essen-Stadtwald getauft wurde.
| Fahrzeugnummer | Name der Straßenbahn       |
| -------------- | -------------------------- |
| 1051           |                            |
| 1052           | Baldeneysee                |
| 1053           | Essen-Stadtwald            |
| 1054           | Essen-Fischlaken           |
| 1055           | Essen-Schuir               |
| 1056           | Essen-Heidhausen           |
| 1057           | Essen-Werden               |
| 1058           | Essen-Haarzopf             |
| 1059           | Essen-Fulerum              |
| 1060           | Essen-Vogelheim            |
| 1061           | Essen-Bergeborbeck         |
| 1062           | Essen-Gerschede            |
| 1063           | Essen-Bedingrade           |
| 1064           | Essen-Bochold              |
| 1065           | Essen-Nordviertel          |
| 1066           | Essen-Ostviertel           |
| 1067           | Essen-Stadtkern            |
| 1068           | Essen-Frillendorf          |
| 1069           | Museum Folkwang            |
| 1070           | Villa Hügel                |
| 1071           | Alte Synagoge              |
| 1072           | Essener Dom                |
| 1073           | Schloß Borbeck             |
| 1074           | Gruga                      |
| 1075           |                            |
| 1076           |                            |
| 1077           | Essen-Freisenbruch         |
| 1078           | Essen-Horst                |
| 1079           | Aalto-Theater              |
| 1080           | Philharmonie               |
| 1081           | Essen-Byfang               |
| 1082           | UNESCO-Welterbe Zollverein |

## Ausbaupläne

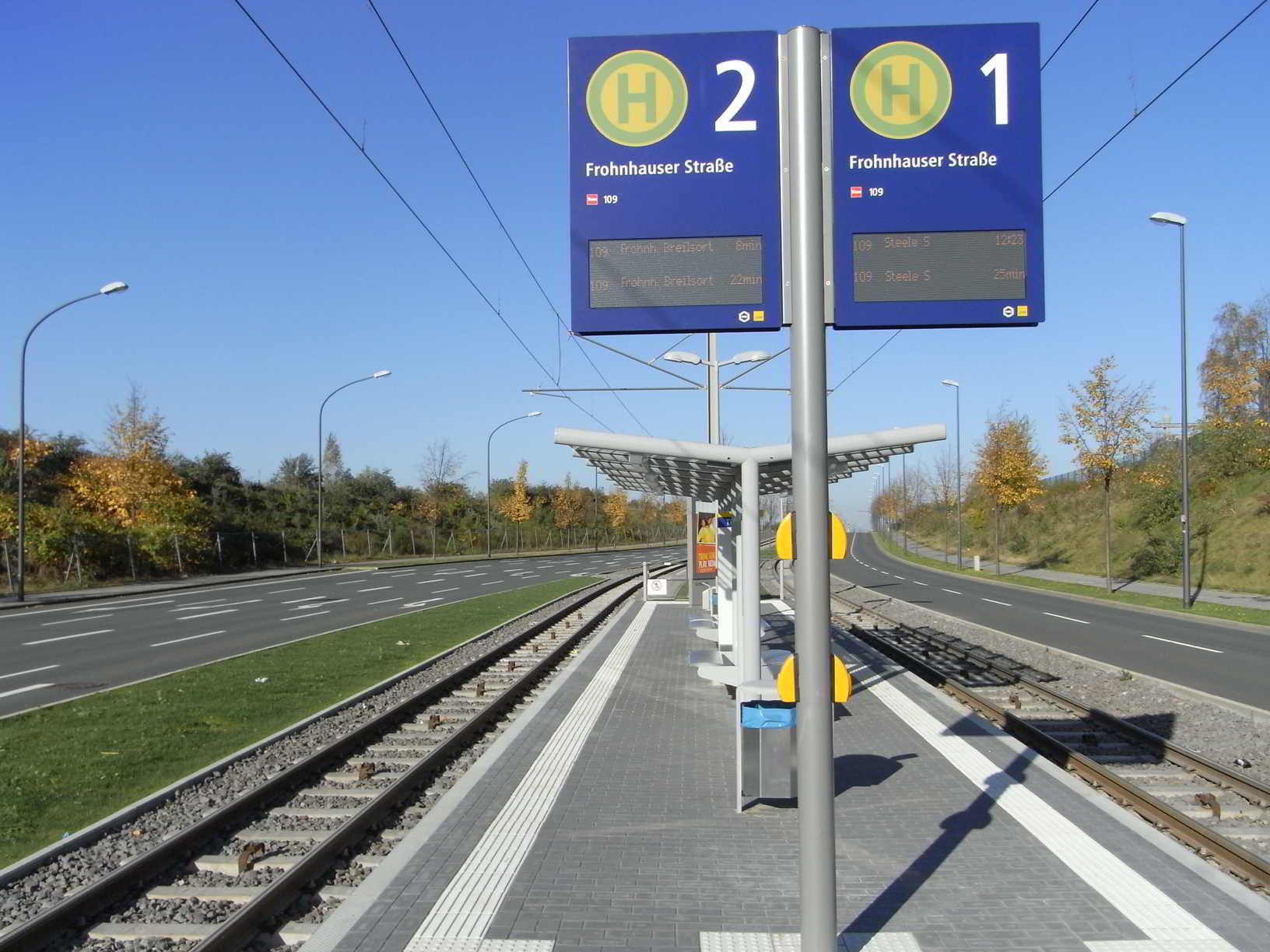
Hst. Frohnhauser Straße der Neubaustrecke über den Berthold-Beitz-Boulevard

### Citybahn

#### Planungen
Mit der neuen Straßenbahntrasse Citybahn (bis 2020 Bahnhofstangente) verspricht man sich eine Entlastung der unterirdischen Straßenbahnstrecken, so dass dort verbleibende Linien dichter getaktet werden können. Für eine geplante, etwa fünfeinhalb Kilometer lange Strecke wurden im Mai 2018 vom Bau- und Verkehrsausschuss des Stadtrats 700.000 Euro Planungskosten freigegeben. Eine erste Planung sah vor, die Strecke an der Steeler Straße in westlicher Richtung auf eigenem Gleiskörper über die Hollestraße zu beginnen und damit am Nordeingang des Hauptbahnhofs vorbeizuführen. Nach Planungsänderung beginnt die Strecke aktuell bereits an der neuen Haltestelle Betriebshof Stadtmitte. Weiter nach Westen soll sie – ebenfalls über einen eigenen Gleiskörper – über die Hachestraße geführt werden und in einem Tunnel unter der Hans-Böckler-Straße (der Bundesstraße 224) hindurch verlaufen. Nach Querung der Hans-Böckler-Straße soll die Trasse in westlicher Richtung nördlich der Haupteisenbahnstrecke, und damit südlich des Westendhofs, in einem Bogen nach Norden auf die Kreuzung Frohnhauser Straße/Berthold-Beitz-Boulevard treffen. Dieser Bogen zwischen Hans-Böckler- und Frohnhauser Straße wird zur südöstlichen Verlängerung des Berthold-Beitz-Boulevards neu gebaut, in dessen Mitte dann die Straßenbahntrasse verlaufen soll. Auf diesem Abschnitt sind die drei neuen Haltestellen Hindenburgstraße, Schwanenkampbrücke und Westendhof geplant.
Zudem soll auf dem Berthold-Beitz-Boulevard nach Norden eine neue Strecke gebaut werden, die das geplante Stadtquartier Essen 51 anschließt. Hier kommen die neuen Haltestellen Krupp-Park, Zeche Amalie und Zollstraße hinzu, danach trifft die Citybahn an der vorhandenen, aber umzubauenden Haltestelle Bergmühle auf die Bestandsstrecke nach Borbeck.
Dabei ist geplant, die Linie 105 von Frintrop über die Neubaustrecke und oberirdisch entlang des Hauptbahnhofes nach Steele durchzubinden. Die Linie 103 würde dann schon am Hauptbahnhof enden. Den Streckenabschnitt nach Rellinghausen übernähme die Linie 101, welche ab Bergmühle auf der Neubaustrecke fährt, um an der Haltestelle thyssenKrupp wieder auf die alte Strecke abzubiegen. Außerdem würde die Linie 106 nun von Bergeborbeck Bahnhof über Rüttenscheid, den Hauptbahnhof und die Straßenbahnstrecke zum Altenessener Bahnhof verkehren. Die Linie 108 verliefe, ebenfalls in Bergeborbeck startend, über die komplette Neubaustrecke bis zum Betriebshof Stadtmitte.
Für das Gesamtprojekt belaufen sich die vorläufigen Kostenschätzungen im Jahr 2024 auf rund 180 Millionen Euro. Die Citybahn wird vom Bund aus GVFG-Mitteln bis zu 75 Prozent unterstützt, das Land Nordrhein-Westfalen stockt die Fördersätze des Bundes auf 95 Prozent auf.

#### Erster Bauabschnitt
Im Januar 2024 begann der erste Bauabschnitt, der den Bereich zwischen dem Ruhrbahn-Betriebshof Stadtmitte, der Hollestraße, dem Essener Hauptbahnhof entlang der Hachestraße bis zur Kreuzung an der Hans-Böckler-Straße umfasst. Dieser Bauabschnitt ist in insgesamt drei Teilbereiche unterteilt: Bahnhofsvorplatz, Bereich Hollestraße bis Steeler Straße, Hachestraße. Er beinhaltet die neue Haltestelle Betriebshof Stadtmitte, die vorhandene aber umzubauende Haltestelle Hollestraße sowie die neuen Haltestellen Hauptbahnhof (oberirdisch) und Hindenburgstraße. Die Bauzeit wird voraussichtlich bis 2026 andauern. Anfang Dezember 2023 wurden als vorbereitende Arbeiten auf der Holle- und der Hachestraße Verkehrsschilder entfernt und 51 Bäume gefällt. 13 ältere Bäume wurden innerstädtisch umgepflanzt. Insgesamt soll die Baumbilanz nach Abschluss der Bauarbeiten positiv sein, es also später mehr Bäume im Verkehrsraum geben als zuvor. Am 29. Februar 2024 fand der symbolische Spatenstich auf der Hachestraße statt.

### Verlängerung nach Oberhausen

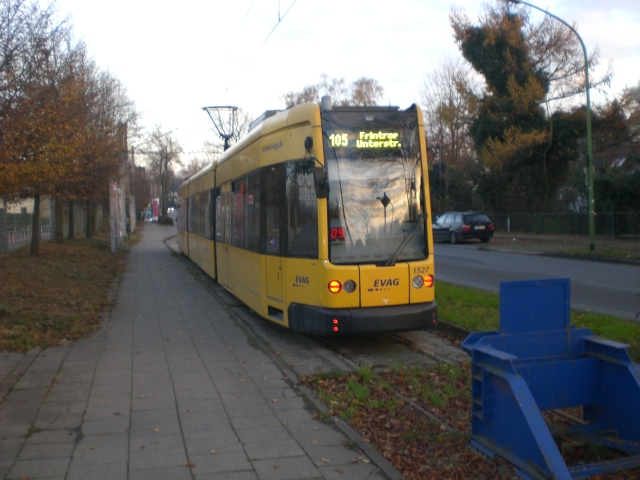
Straßenbahnlinie 105 an der Endstelle Unterstraße in Essen-Frintrop

Am Ende der Linie 105 in Frintrop ist ein Weiterbau über die Stadtgrenze nach Oberhausen über das CentrO und weiter zum Hbf Oberhausen sowie Bf Sterkrade vorerst geplatzt. Die Federführung lag für dieses Vorhaben bei der Stadt Oberhausen, die über den Ausbau einen Ratsbürgerentscheid für den 8. März 2015 angesetzt hatte. Trotz hoher Fördergelder von Bund und Land sprach sich eine Mehrheit (57 % nein, 43 % ja) gegen diese Investition aus; daher ist die Realisierung dieser Verlängerung vorerst gescheitert. Die Wahlbeteiligung war bei dieser Abstimmung 23 %; Essener Bürger waren nicht stimmberechtigt. Auch dort geht es auf Essener Stadtgebiet nur um eine minimale Verlängerung der Linie, da die 105 nur wenige Meter vor der Stadtgrenze Essen/Oberhausen endet. Jedoch ist bereits Ende November 2015 die Maßnahme der Verlängerung der Straßenbahnlinie 105 von Essen-Frintrop zum CentrO von den Städten Essen und Oberhausen erneut in den ÖPNV-Bedarfsplan des Landes Nordrhein-Westfalen, der von 2017 bis 2030 gilt, angemeldet und in diesen aufgenommen worden. Auch im aktuellen Nahverkehrsplan der Stadt Oberhausen ist die Verlängerung der Straßenbahnlinie 105 von Essen nach Oberhausen weiterhin vorgesehen. Am 8. Februar 2024 beschloss der Rat der Stadt Oberhausen die Verlängerung der Linie 105 nach Oberhausen, eine Eröffnung strebt die Stadt Oberhausen bis zum Jahr 2030 an.

### Südstrecke nach Bredeney
Neuere Planungen projektieren auch eine Umstellung der vorhandenen Süd-Strecke nach Bredeney. Bis 2012 sollte dort der Stadtbahnbetrieb aufgenommen und der oberirdische Streckenteil auf Normalspur umgebaut werden. Die neue Linie U12 hätte dann von Bredeney bis Hauptbahnhof die Straßenbahn ersetzt. Allerdings waren dafür mehrere Varianten denkbar, die allesamt ihre Schwächen hatten und geprüft wurden. Die erste Variante sah eine vollständige Umspurung der Strecke bis Bredeney, aber nur den Einsatz von Einfachtraktion vor, was keine Verbesserung, sondern eher eine Angebotseinschränkung mit sich gebracht hätte. Die zweite Variante sah das Auflassen der Strecke ab der Haltestelle Alfredusbad und den Betrieb mit Doppeltraktion vor. Damit hätte eine vielfrequentierte Straßenbahnstrecke abgebaut und auf Busbetrieb umgestellt werden müssen. Möglich wäre überdies auch der Einsatz einer neuen Linie 108 (Altenessen Bf–Bredeney) mit vorhandenen Klapptrittstufenfahrzeugen gewesen, welche die Hochbahnsteige an den U-Bahnhöfen der Südstrecke zunächst unangetastet gelassen hätte – sie wäre aber auch nur ein Provisorium geblieben. Eine weitere Möglichkeit bestand darin, eine Teilabsenkung der Bahnsteige durchzuführen. Die bisherigen Linien würden dann wie gewohnt weiterbetrieben werden. Allerdings wäre damit weder eine Doppeltraktion auf den Linien 101 und 107 noch eine Dreifachtraktion auf der U 11 möglich. Eine weitere Variante sah die komplette Absenkung der Bahnsteige der Südstrecke vor, so dass auf der Bredeneyer und der Messestrecke Niederflurstraßenbahnen (auch in Doppeltraktion) hätten verkehren können. Die nachfragestarke U-Bahn-Nordstrecke hätte dann (nach dem Wegfall der U11) von einer der verbleibenden Stadtbahnlinien versorgt werden müssen.
Nachdem die EVAG bekanntgegeben hatte, den Ausbau der U 12 vorantreiben zu wollen, folgte aus dem Essener Rathaus die Aussage, die Teilabsenkung vorzuziehen. Wenige Tage danach schwenkte die EVAG um und will nach aktuellem Stand nun den Hochbahnsteigteil auf 60 Meter begrenzen und einen neuen Niederflurteil von 30 Meter Länge errichten. Dreifachtraktionen auf der U 11 im Messeverkehr wären dann nur noch als Expresslinie ohne Halt an Philharmonie, Rüttenscheider Stern und Martinstraße möglich. Allerdings verkehren nach der Linienumstellung im Januar 2010 auf keiner U-Bahn-Linie in Essen mehr reguläre Dreifachtraktionen, da jede Linie teilweise Bahnsteige von nur 60 Metern Länge anfährt.
Am 26. November 2008 beschloss der Stadtrat endgültig den Umbau der Südstrecke nach Bredeney auf Niederflurtechnik. Damit wurden erstmals Fakten für den Erhalt der Meterspur auf diesem Abschnitt geschaffen. Schon kurz nach dem Beschluss wurden die ersten Gleisbauarbeiten an der oberirdischen Strecke durchgeführt. Bis 2013 sollten ursprünglich die Bahnsteige im Tunnel auf der Südstrecke für die Niederflurwagen angepasst werden.
Aufgrund knapper Kassen wurde der Umbau der Südstrecke auf Niederflurtechnik nach Bredeney jedoch auf die Zeit nach 2020 verschoben. Bedingt durch diese Tatsache kam es ab Juni 2015 zu einer Linienänderung auf der Strecke. Es wurde eine neue Linie 108 eingerichtet, welche die Hauptlast der Strecke übernommen hat. Diese Linie verkehrt zwischen Bredeney und Altenessen Bf. und ersetzt auf dem Abschnitt vom Hauptbahnhof nach Altenessen die bisherige 106. Die Linie 107 endet am Hauptbahnhof, die Verstärkerlinie 107 (nur in der Hauptverkehrszeit) verkehrt weiter nach Bredeney und übernimmt dabei die Aufgaben der bisherigen Linie 101. Der verbliebene Nordast der 101 wurde mit der 106 Richtung Rüttenscheid verknüpft. So ergibt sich daraus die Ringlinie 101 (Borbeck > Bergeborbeck > Helenenstr. > Innenstadt > Rüttenscheid > Helenenstr.) und 106 (Gegenrichtung). Die Änderungen wurden zusammen mit der Beschaffung von 27 neuen Niederflurwagen Ende 2010 im Stadtrat so beschlossen und zum Fahrplanwechsel im Juni 2015 umgesetzt. Ab Sommer 2015[veraltet] sollen nur noch 27 Hochflurwagen bei der EVAG im Einsatz sein, welche für die Linie 108 bzw. Verstärkerlinien benötigt werden. Acht weitere Fahrzeuge sollen auf Basis von „Crossborderleasing“ anderweitig verwendet werden. So wäre ein Einsatz bei der benachbarten MVG in Mülheim denkbar.
Der Umbau der Südstrecke für den Einsatz von Niederflurbahnen begann am 10. Dezember 2018 mit dem Bahnhof Philharmonie. Ein Drittel des Bahnsteiges wird auf eine Höhe von 24 Zentimeter abgesenkt. Die voraussichtliche Dauer des Umbaus sollte 18 Monate betragen. Bis zum Jahr 2023 wurden auch die Bahnhöfe Rüttenscheider Stern und Martinstraße in gleicher Weise umgebaut. Im Bahnhof Florastraße wurden die Gleise um 58 Zentimeter aufgeschottert. Seit dem 7. August 2023 sind diese Baumaßnahmen abgeschlossen, sodass im gesamten Straßenbahnnetz Niederflurbahnen eingesetzt werden.

### Weitere Planungen
Eine andere Idee, die Ende der 1990er Jahre aufkam, war eine Verlängerung der Linie 105 von der Haltestelle Finefraustraße in Rellinghausen um einige hundert Meter zum Stadtteilknoten Annental, wo deutlich verbesserte Umstiege zum Busnetz möglich gewesen wären. Diese Variante wurde jedoch nie ernsthaft verfolgt und taucht in keiner aktuellen Planung mehr auf.

## Weitere Informationen
- Im Farbschema der Bahnen finden sich seit Mitte der 1970er Jahre die Farben gelb und blau (Stadtfarben) in verschiedenen Versionen wieder. Von 1998 bis 2011 sah das Erscheinungsbild eine ginstergelbe Grundlackierung mit blauen „Powerstrips“ an der Dachkante und ebenfalls blauen Beschriftungen vor, auch bei Omnibussen. Ab 2011 sah man bei Neuanschaffungen von den Powerstrips ab, der Gelbton wurde auf Rapsgelb (RAL 1021) und der Blauton auf Ultramarin (RAL 5002) umgestellt.[28]

- Seit 2009 werden an einigen Haltestellen (z. B. Martinstraße, Borbeck Bahnhof) Lumino-Anzeigen angebracht.